# Coleophora mediodens
Coleophora mediodens é uma espécie de mariposa do gênero Coleophora pertencente à família Coleophoridae.